# 901-es busz (Budapest)
A budapesti 901-es jelzésű éjszakai autóbusz Bécsi út / Vörösvári út és Kelenföld vasútállomás között közlekedik. A járatot a Budapesti Közlekedési Zrt. üzemelteti. Útvonala többnyire azonos az 1-es villamos útvonalával.

## Története
A 901-es jelzésű vonal 2005. szeptember 1-jén a korábbi 1É jelzésű, Hungária körúti éjszakai vonal meghosszabbításával jött létre.
2019. július 9-étől a Rákóczi hídon át Kelenföld vasútállomásig közlekedik.

## Útvonala
| Kelenföld vasútállomás felé | Bécsi út / Vörösvári út felé |
| --- | --- |
| Bécsi út / Vörösvári út vá. – Vörösvári út – Flórián tér – Szentendrei út – Miklós utca – Raktár utca – Szentendrei út – felüljáró – Árpád híd – Róbert Károly körút – felüljáró – Hungária körút – Könyves Kálmán körút – Gubacsi út – Kvassay Jenő út – Soroksári út – Máriássy utca – Rákóczi híd – Pázmány Péter sétány – Dombóvári út – Budafoki út – Hengermalom út – Etele út – Etele tér – Kelenföld vasútállomás M vá. | Kelenföld vasútállomás M vá. – Etele tér – Etele út – Hengermalom út – Budafoki út – Dombóvári út – Rákóczi híd – Soroksári út – Koppány utca – Mester utca – Könyves Kálmán körút – Hungária körút – felüljáró – Róbert Károly körút – Árpád híd – Flórián tér – Szentendrei út – Miklós utca – Raktár utca – Szentendrei út – Flórián tér – Vörösvári út – Bécsi út szervizútja – Táborhegyi úti forduló – Bécsi út – Vörösvári út – Bécsi út / Vörösvári út vá. |

## Megállóhelyei
| 0  | Bécsi út / Vörösvári út végállomás                  | 50 | 937, 960                                                            |
| ∫  | Bécsi út / Vörösvári út                             | 49 | 937, 960                                                            |
| 0  | Óbudai rendelőintézet                               | 48 |                                                                     |
| 1  | Szőlő utca (↓) Vihar utca (↑)                       | 47 |                                                                     |
| 4  | Flórián tér                                         | 46 | 918, 923, 934                                                       |
| 6  | Raktár utca                                         | 45 | 918, 923, 934                                                       |
| ∫  | Flórián tér                                         | 43 | 918, 923, 934                                                       |
| 7  | Szentlélek tér H                                    | 41 | 918                                                                 |
| 8  | Margitsziget / Árpád híd                            | 41 | 918                                                                 |
| 9  | Népfürdő utca / Árpád híd                           | 40 | 918                                                                 |
| 10 | Göncz Árpád városközpont M                          | 40 | 918, 950, 950A                                                      |
| 13 | Göncz Árpád városközpont M                          | 35 | 918, 950, 950A                                                      |
| 13 | Honvédkórház                                        | 33 | 918                                                                 |
| 14 | Lehel utca / Róbert Károly körút                    | 32 | 914, 914A, 918                                                      |
| 14 | Vágány utca / Róbert Károly körút                   | 31 | 918                                                                 |
| 16 | Kacsóh Pongrác út                                   | 29 | 918                                                                 |
| 17 | Erzsébet királyné útja, aluljáró                    | 29 | 918, 973, 973A                                                      |
| 18 | Ajtósi Dürer sor                                    | 28 | 918                                                                 |
| 22 | Zugló vasútállomás                                  | 28 | 907, 907A, 918, 973, 973A, 979 S50                                  |
| 23 | Egressy út / Hungária körút                         | 26 | 918                                                                 |
| 26 | Puskás Ferenc Stadion M                             | 25 | 908, 908A, 918, 931, 931A, 956, 990                                 |
| 26 | Hős utca                                            | 23 | 918                                                                 |
| 27 | Ciprus utca                                         | 22 | 918                                                                 |
| 29 | Hidegkuti Nándor Stadion                            | 21 | 909, 909A, 918                                                      |
| 30 | Kőbányai út / Könyves Kálmán körút                  | 19 | 909, 909A, 918                                                      |
| 31 | Vajda Péter utca                                    | 18 | 918                                                                 |
| 33 | Népliget M                                          | 17 | 914, 914A, 918, 950, 950A                                           |
| 34 | Albert Flórián út                                   | 16 | 914, 914A, 918, 950, 950A                                           |
| 35 | Ferencváros vasútállomás – Málenkij Robot Emlékhely | 14 | 918                                                                 |
| 36 | Mester utca / Könyves Kálmán körút                  | 13 | 918                                                                 |
| 38 | Közvágóhíd H (a Soroksári úton)                     | 11 | 918, 923, 934 (hétvége hajnalban), 979, 979A                        |
| 40 | Közvágóhíd H (a Rákóczi hídon)                      | ∫  | 918, 923, 934 (hétvége hajnalban), 979, 979A                        |
| 41 | Infopark (Pázmány Péter sétány)                     | ∫  |                                                                     |
| 42 | BudaPart                                            | 7  |                                                                     |
| 43 | Budafoki út / Dombóvári út                          | 6  |                                                                     |
| 43 | Kelenföldi Erőmű                                    | 5  |                                                                     |
| 44 | Hengermalom út                                      | 4  |                                                                     |
| 45 | Hengermalom út / Szerémi út                         | 3  |                                                                     |
| 47 | Etele út / Fehérvári út                             | 3  | 973, 973A                                                           |
| 48 | Bikás park M                                        | 1  | 907                                                                 |
| 49 | Bártfai utca                                        | 0  | 907                                                                 |
| 50 | Kelenföld vasútállomás M végállomás                 | 0  | 907, 918 720 (hétvége hajnalban) S10 S30 S42 (éjfél és 0:40 között) |